# Rome-Jayden Owusu-Oduro
Rome-Jayden Owusu-Oduro (Amsterdam, 2 luglio 2004) è un calciatore olandese, portiere dell'AZ Alkmaar.

## Biografia
Ha origini ghanesi.

## Carriera

### Club
Owusu-Oduro è cresciuto nel settore giovanile dell'AZ Alkmaar, con cui ha firmato un contratto professionistico l'8 dicembre 2023. Una settimana dopo ha debuttato in prima squadra nell'incontro della fase a gironi di Conference League perso 2-0 contro il Legia Varsavia.

### Nazionale
Ha giocato nella nazionale olandese Under-20.

## Statistiche

### Presenze e reti nei club
Statistiche aggiornate al 4 febbraio 2024.’’
| Stagione        | Squadra         | Campionato      | Campionato | Campionato | Coppe nazionali | Coppe nazionali | Coppe nazionali | Coppe continentali | Coppe continentali | Coppe continentali | Altre coppe | Altre coppe | Altre coppe | Totale | Totale | Totale |
| Stagione        | Squadra         | Comp            | Pres       | Reti       | Comp            | Pres            | Reti            | Comp               | Pres               | Reti               | Comp        | Pres        | Reti        | Pres   | Reti   |        |
| --------------- | --------------- | --------------- | ---------- | ---------- | --------------- | --------------- | --------------- | ------------------ | ------------------ | ------------------ | ----------- | ----------- | ----------- | ------ | ------ | ------ |
| 2022-2023       | Jong AZ Alkmaar | 1D              | 14         | -?\        |                 | -               | -               |                    | -                  | -                  |             | -           | -           | 14     | -?     |        |
| 2023-2024       | Jong AZ Alkmaar | 1D              | 10         | -?         |                 | -               | -               |                    | -                  | -                  |             | -           | -           | 10     | -?     |        |
| 2023-2024       | AZ Alkmaar      | ED              | 4          | -?         | CO              | 2               | -?              | UECL               | 1                  | -?                 |             | -           | -           | 7      | -?     |        |
| Totale carriera | Totale carriera | Totale carriera | 28         | -?         |                 | 2               | -?              |                    | 1                  | -?                 |             | -           | -           | 31     | -?     |        |

## Palmarès

### Club

#### Competizioni giovanili
- UEFA Youth League: 1

AZ Alkmaar: 2022-2023